# The Chinkees
The Chinkees was een Amerikaanse ska-punkband afkomstig uit San Francisco (Californië) die is opgericht in 1997. De band werd geleid door frontman Mike Park, die voorheen in Skankin' Pickle speelde en tevens eigenaar van het platenlabel Asian Man Records is. De band heeft onder andere gespeeld in de Verenigde Staten, Japan, Mexico en enkele Europese landen. The Chinkees was actief tot en met 2003 en heeft daarna nog meerdere malen reünie-concerten gespeeld.
Chinkees is een Engelstalig pejoratief dat wordt gebruikt tegenover Amerikanen van Koreaanse afkomst. De naam werd echter door de leden van de band, die allemaal van Koreaanse afkomst zijn, gebruikt als een geuzennaam.

## Geschiedenis
Alle leden van de band waren al voor de oprichting van The Chinkees actief in de punk- en/of skascene. Jason Thinh speelde in de band Short Round, Miya was lid van de punkband The Muggs, Greg Alesandro speelde in de band Statue Man en Steve Choi ging in 1999 keyboard en gitaar spelen voor de band Rx Bandits.
Het debuutalbum getiteld The Chinkees Are Coming! werd uitgebracht in 1998 en gevolgd door de studioalbums Peace Through Music (1999) en Searching for a Brighter Future (2002), waarna een verzamelalbum getiteld Plea for Peace (The Best of the Chinkees) werd uitgegeven in 2003. In tegenstelling tot de andere albums van de band, die werden uitgegeven via Asian Man Records, werd dit album uitgegeven via het platenlabel Kung Fu Records. Na lange en intensieve tournees door verschillende landen nam de band een lange pauze in 2003 en is sindsdien niet meer bij elkaar gekomen, behalve voor het spelen van enkele reünie-concerten in 2010, 2011 en 2013.
In 2020 bracht de band een nieuwe ep uit, getiteld K.A. Music. Park en Choi verzorgden respectievelijk weer de zang en de partijen voor keyboard en gitaar, en Kevin Higuchi en Roger Camero werden geworven voor respectievelijk de drums en basgitaar.

## Leden
- Mike Park - zang, gitaar
- Miya Zane Osaki - basgitaar, zang
- Greg Alesandro - drums, gitaar, basgitaar, zang
- Jason Thinh - gitaar
- Steve Choi - keyboard, drums, gitaar
- Richard Morin - drums

## Discografie
| Jaar | Titel                           | Formaat | Label             |
| ---- | ------------------------------- | ------- | ----------------- |
| 1998 | The Chinkees Are Coming!        | cd, lp  | Asian Man Records |
| 1999 | Peace Through Music             | cd, lp  | Asian Man Records |
| 2001 | Searching for a Brighter Future | cd      | Asian Man Records |

| Jaar | Titel                          | Formaat | Met                      | Label              |
| ---- | ------------------------------ | ------- | ------------------------ | ------------------ |
| 1999 | Party Time Against Racism!     | cd      | Protex Blue              | Shark Attack!      |
| 2000 | Disport & The Chinkees         | cd      | Disport                  | California Roll    |
| 2000 | Plea for Peace EP              | cd      | Potshot, MU330, Softball | TV-Freak Records   |
| 2001 | Present Day Memories           | cd      | The Lawrence Arms        | Asian Man Records  |
| -    | The Chinkees Vs Fire Apple Red | 7-inch  | Fireapple Red            | Milliepeed Records |

| Jaar | Titel                                     | Formaat         | Type          | Label             |
| ---- | ----------------------------------------- | --------------- | ------------- | ----------------- |
| 1997 | Karaoke With… The Chinkees                | 7-inch, 10-inch | ep            | Asian Man Records |
| 2003 | Plea for Peace (The Best of the Chinkees) | cd              | verzamelalbum | Kung Fu Records   |
| 2020 | K.A. Music                                | 12-inch         | ep            | Asian Man Records |